# Ruschioideae
Ruschioideae je potporodica biljaka, dio porodice čupavica (Aizoaceae). Sastoji se od četiri tribusa. Najvažniji je rod rušija (Ruschia), s preko 200 vrsta sukulenata i vazdazelenih grmova s juga Afrike.

## Tribusi i rodovi
Subfamilia Ruschioideae Schwantes
1. Tribus Apatesieae Schwantes ex Ihlenf., Schwantes & Straka
  1. Skiatophytum L. Bolus  (3 spp.)
  2. Carpanthea N. E. Br.  (1 sp.)
  3. Hymenogyne Haw.  (2 spp.)
  4. Apatesia N. E. Br.  (3 spp.)
  5. Conicosia N. E. Br.  (2 spp.)
2. Tribus Dorotheantheae Chesselet, Gideon F. Sm. & A. E. van Wyk
  1. Cleretum N. E. Br.  (13 spp.)
3. Tribus Drosanthemeae Chesselet, Gideon F. Sm. & A. E. van Wyk
  1. Drosanthemum Schwantes  (116 spp.)
  2. Klakia van Jaarsv.  (2 spp.)
  3. Lemonanthemum Klak  (1 sp.)
4. Tribus Ruschieae Schwantes
  1. Diplosoma Schwantes  (2 spp.)
  2. Oophytum N. E. Br.  (2 spp.)
  3. Drosanthemopsis Rauschert  (3 spp.)
  4. Jensenobotrya A. G. J. Herre  (1 sp.)
  5. Disphyma N. E. Br.  (5 spp.)
  6. Malephora N. E. Br.  (17 spp.)
  7. Glottiphyllum N. E. Br.  (16 spp.)
  8. Gibbaeum N. E. Br.  (18 spp.)
  9. Malephoropsis Klak  (2 spp.)
  10. Frithia N. E. Br.  (2 spp.)
  11. Corpuscularia Schwantes  (8 spp.)
  12. Delosperma N. E. Br.  (163 spp.)
  13. Mestoklema N. E. Br. ex Glen  (6 spp.)
  14. Trichodiadema Schwantes  (34 spp.)
  15. Dicrocaulon N. E. Br.  (7 spp.)
  16. Monilaria  (Schwantes) Schwantes (5 spp.)
  17. Meyerophytum Schwantes  (2 spp.)
  18. Mitrophyllum Schwantes  (8 spp.)
  19. Conophytum N. E. Br.  (107 spp.)
  20. Enarganthe N. E. Br.  (1 sp.)
  21. Ruschianthus L. Bolus  (1 sp.)
  22. Namaquanthus L. Bolus  (2 spp.)
  23. Schlechteranthus Schwantes  (12 spp.)
  24. Jacobsenia L. Bolus & Schwantes  (3 spp.)
  25. Hartmanthus S. A. Hammer  (2 spp.)
  26. Antimima N. E. Br. emend. Dehn  (108 spp.)
  27. Smicrostigma N. E. Br.  (2 spp.)
  28. Octopoma N. E. Br.  (5 spp.)
  29. Zeuktophyllum N. E. Br.  (2 spp.)
  30. Sederbergia Klak  (4 spp.)
  31. Hammeria Burgoyne  (3 spp.)
  32. Braunsia Schwantes  (7 spp.)
  33. Wooleya L. Bolus  (1 sp.)
  34. Argyroderma N. E. Br.  (11 spp.)
  35. Sarcozona J. M. Black  (2 spp.)
  36. Carpobrotus N. E. Br.  (15 spp.)
  37. Scopelogena L. Bolus  (2 spp.)
  38. Daggodora S. A. Hammer  (1 sp.)
  39. Stoeberia Dinter & Schwantes  (6 spp.)
  40. Amphibolia L. Bolus ex Herre  (6 spp.)
  41. Eberlanzia Schwantes  (10 spp.)
  42. Erepsia N. E. Br.  (31 spp.)
  43. Cylindrophyllum Schwantes  (5 spp.)
  44. Pleiospilos N. E. Br.  (4 spp.)
  45. Tanquana H. Hartmann & Liede  (3 spp.)
  46. Rabiea N. E. Br.  (6 spp.)
  47. Prepodesma N. E. Br.  (1 sp.)
  48. Nananthus N. E. Br.  (6 spp.)
  49. Deilanthe N. E. Br.  (3 spp.)
  50. Aloinopsis Schwantes  (8 spp.)
  51. Vlokia S. A. Hammer  (2 spp.)
  52. Marlothistella Schwantes  (2 spp.)
  53. Carruanthus  (Schwantes) Schwantes (2 spp.)
  54. Machairophyllum Schwantes  (4 spp.)
  55. Bijlia N. E. Br.  (2 spp.)
  56. Orthopterum L. Bolus  (2 spp.)
  57. Faucaria Schwantes  (8 spp.)
  58. Peersia L. Bolus  (3 spp.)
  59. Rhinephyllum N. E. Br.  (11 spp.)
  60. Stomatium Schwantes  (38 spp.)
  61. Mossia N. E. Br.  (1 sp.)
  62. Neohenricia L. Bolus  (2 spp.)
  63. Chasmatophyllum  (Schwantes) Dinter & Schwantes (7 spp.)
  64. Cerochlamys N. E. Br.  (3 spp.)
  65. Khadia N. E. Br.  (6 spp.)
  66. Bergeranthus Schwantes  (7 spp.)
  67. Hereroa  (Schwantes) Dinter & Schwantes (28 spp.)
  68. Rhombophyllum  (Schwantes) Schwantes (5 spp.)
  69. Acrodon N. E. Br.  (5 spp.)
  70. Brianhuntleya Chess., S. A. Hammer & I. Oliv.  (3 spp.)
  71. Antegibbaeum Schwantes ex C. Weber  (1 sp.)
  72. Didymaotus N. E. Br.  (1 sp.)
  73. Astridia Dinter  (13 spp.)
  74. Namibia  (Schwantes) Dinter & Schwantes (2 spp.)
  75. Dracophilus  (Schwantes) Dinter & Schwantes (2 spp.)
  76. Psammophora Dinter & Schwantes  (4 spp.)
  77. Juttadinteria Schwantes  (5 spp.)
  78. Cephalophyllum  (Haw.) N. E. Br. (33 spp.)
  79. Vanheerdea L. Bolus ex H. E. K. Hartmann  (3 spp.)
  80. Ebracteola Dinter & Schwantes  (4 spp.)
  81. Lapidaria  (Dinter & Schwantes) Schwantes ex N. E. Br. (1 sp.)
  82. Dinteranthus Schwantes  (6 spp.)
  83. Lithops N. E. Br.  (38 spp.)
  84. Schwantesia Dinter  (11 spp.)
  85. Ruschia Schwantes  (221 spp.)
  86. Nelia Schwantes  (2 spp.)
  87. Ottosonderia L. Bolus  (2 spp.)
  88. Arenifera A. G. J. Herre  (4 spp.)
  89. Fenestraria N. E. Br.  (1 sp.)
  90. Jordaaniella H. E. K. Hartmann  (7 spp.)
  91. Vanzijlia L. Bolus  (1 sp.)
  92. Leipoldtia L. Bolus  (13 spp.)
  93. Hallianthus H. E. K. Hartmann  (1 sp.)
  94. Oscularia Schwantes  (23 spp.)
  95. Stayneria L. Bolus  (1 sp.)
  96. Titanopsis Schwantes  (3 spp.)
  97. Ruschiella Klak  (4 spp.)
  98. Phiambolia Klak  (9 spp.)
  99. Lampranthus N. E. Br.  (81 spp.)